# Manifeste de Prague (espéranto)
Pour les articles homonymes, voir Manifeste de Prague.

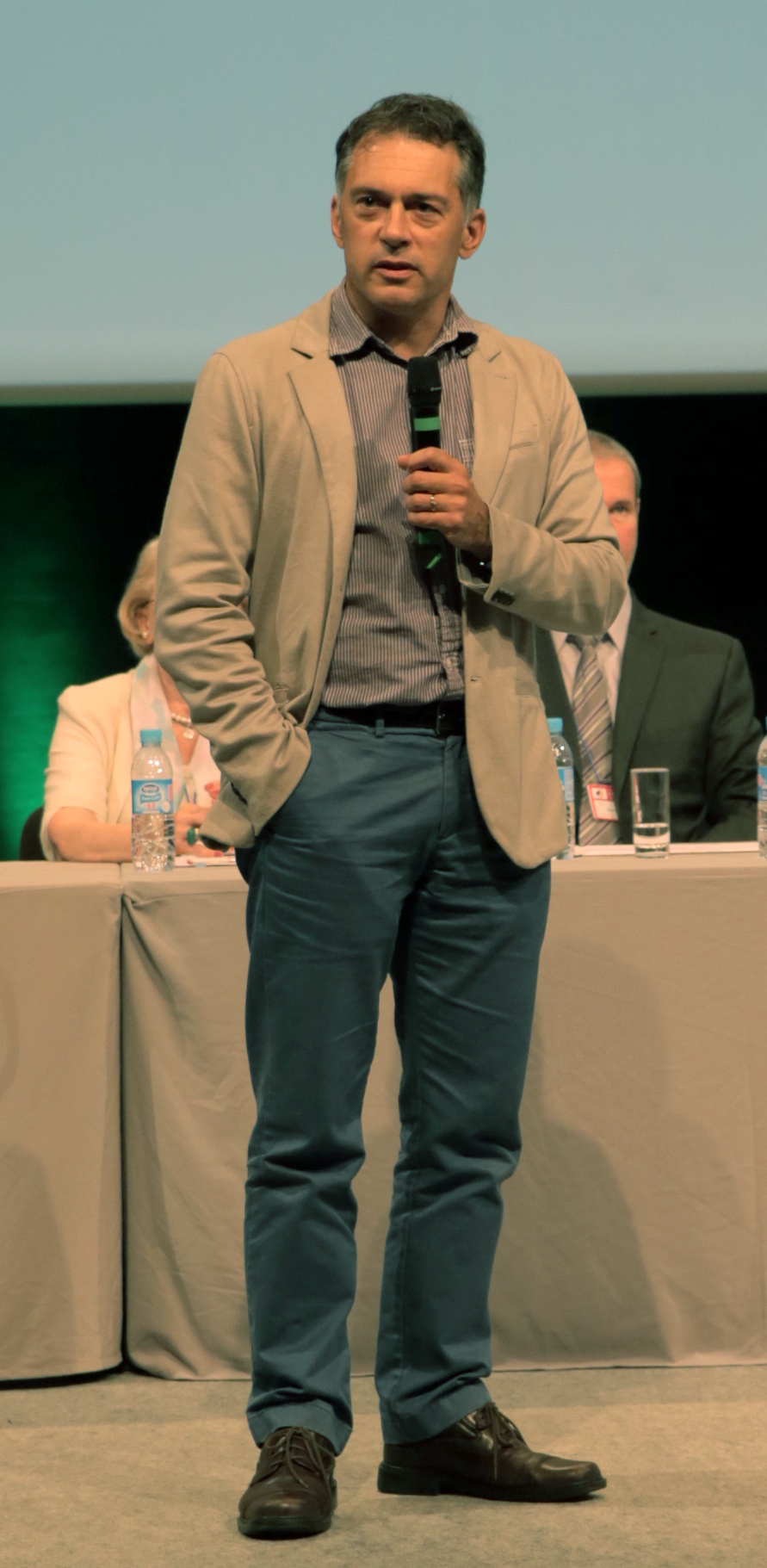
Mark Fettes, rédacteur principal de ce manifeste, est a été le président de l’association mondiale d’espéranto de 2013 jusqu’à 2019.

Le Manifeste de Prague est un document adopté en juillet 1996 à Prague lors du 81e congrès mondial d’espéranto, qui décline en sept points les buts du mouvement en faveur de l'espéranto. Ces sept points sont reproduits ici, en français puis dans la langue internationale. Son principal rédacteur, Mark Fettes, a été le président de l’Association mondiale d’espéranto, jusqu'en 2019.

## Démocratie
« Un système de communication qui privilégie toujours certains citoyens, mais exige d'autres qu'ils consentent des années d'effort pour atteindre un degré moindre de compétence, est fondamentalement antidémocratique. Bien que l'espéranto, comme toute langue, ne soit pas parfait, il dépasse de loin tous ses rivaux comme moyen de communication égalitaire à l'échelle mondiale.
Nous affirmons que l'inégalité linguistique entraîne une inégalité de communication à tous les niveaux, y compris au niveau international. Nous sommes un mouvement en faveur d'une communication démocratique. »
— Manifeste de Prague, ,

« Komunika sistemo, kiu tutvive privilegias iujn homojn, sed postulas de aliaj, ke ili investu jarojn da penoj por atingi malpli altan gradon de kapablo, estas fundamente maldemokratia. Kvankam, kiel ĉiu lingvo, Esperanto ne estas perfekta, ĝi ege superas ĉiun rivalon en la sfero de egaleca tutmonda komunikado. 
Ni asertas, ke lingva malegaleco sekvigas komunikan malegalecon je ĉiuj niveloj, inkluzive de la internacia nivelo. Ni estas movado por demokratia komunikado. »
— ,

## Éducation transnationale
« Toutes les langues ethniques sont liées à certaines cultures et à certaines nations. Par exemple, l'élève qui étudie l'anglais découvre aussi la culture, la géographie et les systèmes politiques des pays anglophones, principalement des États-Unis et du Royaume-Uni. L'élève qui étudie l'Espéranto découvre un monde sans frontières où il se sent chez lui dans chaque pays.
Nous affirmons que l'éducation dans une langue, quelle qu'elle soit, impose une certaine vision du monde. Nous sommes un mouvement en faveur d'une éducation transnationale. »
— Manifeste de Prague, ,

« Ĉiu etna lingvo estas ligita al difinita kulturo kaj naci(ar)o. Ekzemple, la lernejano, kiu studas la anglan, lernas pri la kulturo, geografio kaj politiko de la anglalingvaj landoj, precipe Usono kaj Britio. La lernejano, kiu studas esperanton, lernas pri la mondo sen limoj, en kiu ĉiu lando prezentiĝas kiel hejmo.
Ni asertas, ke la edukado per iu ajn etna lingvo estas ligita al difinita perspektivo pri la mondo. Ni estas movado de transnacia edukado. »
— ,

## Efficacité pédagogique
« Seul un faible pourcentage de ceux qui étudient une langue étrangère la maîtrisent vraiment. En espéranto, l'acquisition d'une aisance complète est possible, même en autodidacte. Diverses études ont montré que l'espéranto est utile comme préparation à l'apprentissage d'autres langues. Il a aussi été recommandé comme élément essentiel dans des cours de sensibilisation aux langues étrangères.

Nous affirmons que la difficulté des langues ethniques présentera toujours un obstacle pour de nombreux élèves qui tireraient cependant profit de la connaissance d'une deuxième langue. Nous sommes un mouvement en faveur d'un enseignement efficace des langues. »
— Manifeste de Prague, ,

« Nur malgranda procentaĵo el tiuj, kiuj studas fremdan lingvon, ekmastras ĝin. Plena posedo de Esperanto eblas eĉ per memstudado. Diversaj studoj raportis propedeŭtikajn efikojn al la lernado de aliaj lingvoj. Oni ankaŭ rekomendas esperanton kiel kernan eron en kursoj por la lingva konsciigo de lernantoj.
Ni asertas, ke la malfacileco de la etnaj lingvoj ĉiam prezentos obstaklon por multaj lernantoj, kiuj tamen profitus el la scio de dua lingvo. Ni estas movado por efika lingvo-instruado. »
— ,

## Plurilinguisme
« La communauté espérantophone est une des rares communautés linguistiques à l'échelle mondiale dont tous les membres sont, sans exception, bilingues ou plurilingues. Chacun a fait l'effort d'apprendre au moins une langue étrangère jusqu'à un niveau suffisant de communication. Dans de nombreux cas, cela conduit à la connaissance et à l'amour de plusieurs langues et, en général, à un élargissement de l'horizon personnel.
Nous affirmons que les locuteurs de toutes les langues - celles qui sont largement diffusées et celles qui le sont moins - devraient jouir d'une réelle possibilité d'apprendre une deuxième langue et de l'utiliser comme moyen de communication de haut niveau. Nous sommes un mouvement en faveur de l'octroi de cette possibilité à tous. »
— Manifeste de Prague, ,

« La Esperanto-komunumo estas unu el malmultaj mondskalaj lingvokomunumoj, kies parolantoj estas senescepte du- aŭ plurlingvaj. Ĉiu komunumano akceptis la taskon lerni almenaŭ unu fremdan lingvon ĝis parola grado. Multokaze tio kondukas al la scio de kaj amo al pluraj lingvoj, kaj ĝenerale al pli vasta persona horizonto.
Ni asertas, ke la anoj de ĉiuj lingvoj, grandaj kaj malgrandaj, devus disponi pri reala ŝanco por alproprigi duan lingvon ĝis alta komunika nivelo. Ni estas movado por la provizo de tiu ŝanco. »
— ,

## Droits linguistiques
« La disparité de pouvoir entre les langues est de nature à susciter une constante insécurité linguistique, et même l'oppression directe par la langue pour une grande partie de la population mondiale. Dans la communauté espérantophone, que leurs langues maternelles soient largement diffusées ou non, qu'elles soient officielles ou non, toutes les personnes se retrouvent sur un terrain neutre grâce à la volonté réciproque de réaliser le compromis. Un tel équilibre entre les droits linguistiques et les responsabilités constitue un point de référence pour la recherche et l'évaluation d'autres solutions à l'inégalité et aux conflits linguistiques.

Nous affirmons que les disparités importantes de pouvoir entre les langues minent les garanties - exprimées dans tant de textes internationaux - d'égalité de traitement sans discrimination fondée sur la langue. Nous sommes un mouvement en faveur des droits linguistiques. »
— Manifeste de Prague, ,

« La malegala disdivido de potenco inter la lingvoj estas recepto por konstanta lingva malsekureco, aŭ rekta lingva subpremado ĉe granda parto de la monda loĝantaro. En la esperanto-komunumo la anoj de lingvoj grandaj kaj malgrandaj, oficialaj kaj neoficialaj, kunvenas sur neŭtrala tereno, dank' al la reciproka volo kompromisi. Tia ekvilibro inter lingvaj rajtoj kaj respondecoj liveras precedencon por evoluigi kaj pritaksi aliajn solvojn al la lingva malegaleco kaj lingvaj konfliktoj.
Ni asertas, ke la vastaj potencodiferencoj inter la lingvoj subfosas la garantiojn esprimitajn en tiom da internaciaj dokumentoj, de egaleca traktado sendistinge pri la lingvo. Ni estas movado por lingvaj rajtoj. »
— ,

## Diversité linguistique
« Les gouvernements nationaux tendent à traiter la grande diversité des langues dans le monde comme un obstacle à la communication et au progrès. Dans la communauté espérantophone pourtant, la diversité linguistique est vécue comme une source permanente et indispensable d'enrichissement. Par suite, chaque langue, comme toute espèce vivante, est porteuse de valeur et digne de protection et de soutien.

Nous affirmons que les politiques de communication et de développement, si elles ne sont pas fondées sur le respect et le soutien de toutes les langues, condamnent à mort la majorité des langues dans le monde. Nous sommes un mouvement en faveur de la diversité linguistique. »
— Manifeste de Prague, ,

« La naciaj registaroj emas konsideri la grandan diversecon de lingvoj en la mondo kiel baron al komunikado kaj evoluigo. Por la esperanto-komunumo, tamen, la lingva diverseco estas konstanta kaj nemalhavebla fonto de riĉeco. Sekve, ĉiu lingvo, kiel ĉiu vivaĵospecio, estas valora jam pro si mem kaj inda je protektado kaj subtenado.
Ni asertas, ke la politiko de komunikado kaj evoluigo, se ĝi ne estas bazita sur respekto al kaj subteno de ĉiuj lingvoj, kondamnas al formorto la plimulton de la lingvoj de la mondo. Ni estas movado por lingva diverseco. »
— ,

## Émancipation humaine
« Chaque langue libère et entrave à la fois ses usagers, en leur donnant la possibilité de communiquer entre eux, mais en les empêchant de communiquer avec d'autres. Élaboré comme un moyen de communication universellement accessible, l'espéranto est un des grands projets d'émancipation humaine qui fonctionnent - un projet destiné à permettre à chaque citoyen de participer individuellement à la communauté humaine, en conservant son profond enracinement dans son identité culturelle et linguistique propre, mais non limité par celui-ci.

Nous affirmons que l'usage exclusif des langues nationales pose inévitablement des limites aux libertés d'expression, de communication et d'association. Nous sommes un mouvement en faveur de l'émancipation humaine. »
— Manifeste de Prague, ,

« Ĉiu lingvo liberigas kaj malliberigas siajn anojn, donante al ili la povon komuniki inter si, barante la komunikadon kun aliaj. Planita kiel universala komunikilo, Esperanto estas unu el la grandaj funkciantaj projektoj de la homa emancipiĝo - projekto por ebligi al ĉiu homo partopreni kiel individuo en la homa komunumo, kun firmaj radikoj ĉe sia loka kultura kaj lingva identeco, sed ne limigite de ili.
Ni asertas, ke la ekskluziva uzado de naciaj lingvoj neeviteble starigas barojn al la liberecoj de sinesprimado, komunikado kaj asociiĝo. Ni estas movado por la homa emancipiĝo. »
— ,